# Ranking FIFA Feminino da UEFA
O Ranking FIFA Feminino da UEFA é um sistema que classifica as seleções nacionais femininas filiadas à União das Federações Europeias de Futebol (UEFA), de acordo com suas respectivas classificações no Ranking Feminino Mundial da FIFA.

## Primeiro Ranking
O primeiro ranking feminino da FIFA foi divulgado em 16 de julho de 2003 e a primeira seleção a liderar o ranking FIFA feminino da UEFA foi a Seleção Norueguesa.
Estas foram as 15 primeiras colocações do primeiro ranking feminino da UEFA elaborado pela FIFA:
| Posição | Posição Regional | Seleção         | Pontos |
| ------- | ---------------- | --------------- | ------ |
| 2º      | 1º               | Noruega         | 2160   |
| 3º      | 2º               | Alemanha        | 2153   |
| 5º      | 3º               | Suécia          | 2074   |
| 8º      | 4º               | Dinamarca       | 1967   |
| 9º      | 5º               | França          | 1964   |
| 10º     | 6º               | Itália          | 1943   |
| 11º     | 7º               | Rússia          | 1899   |
| 13º     | 8º               | Inglaterra      | 1860   |
| 16º     | 9º               | Países Baixos   | 1814   |
| 17º     | 10º              | Islândia        | 1782   |
| 18º     | 11º              | Ucrânia         | 1779   |
| 19º     | 12º              | Espanha         | 1767   |
| 20º     | 13º              | Finlândia       | 1762   |
| 24º     | 14º              | República Checa | 1737   |
| 26º     | 15º              | Hungria         | 1723   |

## Ranking
Atualizado em 12 de junho de 2025.
| Posição | Posição Regional | Seleção          | Pontos  |
| ------- | ---------------- | ---------------- | ------- |
| 2º      | 1º               | Espanha          | 2034,34 |
| 3º      | 2º               | Alemanha         | 2030,88 |
| 5º      | 3º               | Inglaterra       | 1999,78 |
| 6º      | 4º               | Suécia           | 1989,21 |
| 10º     | 5º               | França           | 1941,61 |
| 11º     | 6º               | Países Baixos    | 1926,68 |
| 12º     | 7º               | Dinamarca        | 1888,68 |
| 13º     | 8º               | Itália           | 1878,37 |
| 14º     | 9º               | Islândia         | 1855,79 |
| 16º     | 10º              | Noruega          | 1849,07 |
| 19º     | 11º              | Áustria          | 1794,41 |
| 20º     | 12º              | Bélgica          | 1793,93 |
| 22º     | 13º              | Portugal         | 1758,20 |
| 23º     | 14º              | Suíça            | 1732,10 |
| 24º     | 15º              | Escócia          | 1726,41 |
| 25º     | 16º              | Irlanda          | 1721,91 |
| 26º     | 17º              | Finlândia        | 1719,18 |
| 27º     | 18º              | Polônia          | 1705,75 |
| 28º     | 19º              | Rússia           | 1704.61 |
| 30º     | 20º              | País de Gales    | 1677,45 |
| 31º     | 21º              | República Checa  | 1674,85 |
| 34º     | 22º              | Sérvia           | 1644,86 |
| 35º     | 23º              | Ucrânia          | 1633,46 |
| 38º     | 24º              | Eslovênia        | 1570,46 |
| 44º     | 25º              | Irlanda do Norte | 1518,14 |
| 47º     | 26º              | Hungria          | 1503,70 |
| 49º     | 27º              | Eslováquia       | 1499,54 |
| 52º     | 28º              | Roménia          | 1493,81 |
| 53º     | 29º              | Bielorrússia     | 1493,17 |
| 57º     | 30º              | Turquia          | 1429,48 |

## Equipe Feminina do ano da UEFA
Equipe do ano é o título concedido à seleção feminina europeia que fecha o ano na primeira colocação do ranking regional, por vezes obtendo esse mesmo desempenho ao longo do período. A tabela abaixo relaciona as três primeiras posições de fechamento em cada ano.
| Ano  | Primeiro | Segundo       | Terceiro      |
| ---- | -------- | ------------- | ------------- |
| 2003 | Alemanha | Noruega       | Suécia        |
| 2004 | Alemanha | Noruega       | Suécia        |
| 2005 | Alemanha | Noruega       | Suécia        |
| 2006 | Alemanha | Noruega       | Suécia        |
| 2007 | Alemanha | Suécia        | Noruega       |
| 2008 | Alemanha | Suécia        | Noruega       |
| 2009 | Alemanha | Suécia        | Noruega       |
| 2010 | Alemanha | Suécia        | Noruega       |
| 2011 | Alemanha | Suécia        | França        |
| 2012 | Alemanha | França        | Suécia        |
| 2013 | Alemanha | França        | Suécia        |
| 2014 | Alemanha | França        | Suécia        |
| 2015 | Alemanha | França        | Inglaterra    |
| 2016 | Alemanha | França        | Inglaterra    |
| 2017 | Alemanha | Inglaterra    | França        |
| 2018 | Alemanha | França        | Inglaterra    |
| 2019 | Alemanha | Países Baixos | França        |
| 2020 | Alemanha | França        | Países Baixos |
| 2021 | Suécia   | Alemanha      | França        |
| 2022 | Alemanha | Suécia        | Inglaterra    |
| 2023 | Espanha  | França        | Inglaterra    |
| 2024 | Espanha  | Alemanha      | Inglaterra    |

### Desempenho por país
| Seleção       | Primeiro | Segundo                                             | Terceiro                                      |
| ------------- | --- | --------------------------------------------------- | --------------------------------------------- |
| Alemanha      | 19 (2003, 2004, 2005, 2006, 2007, 2008, 2009, 2010, 2011, 2012, 2013, 2014, 2015, 2016, 2017, 2018, 2019, 2020 e 2022) | 2 (2021 e 2024)                                     | 0                                             |
| Espanha       | 2 (2023 e 2024) | 0                                                   | 0                                             |
| Suécia        | 1 (2021) | 6 (2007, 2008, 2009, 2010, 2011 e 2022)             | 7 (2003, 2004, 2005, 2006, 2012, 2013 e 2014) |
| França        | 0 | 8 (2012, 2013, 2014, 2015, 2016, 2018, 2020 e 2023) | 4 (2011, 2017, 2019 e 2021)                   |
| Noruega       | 0 | 4 (2003, 2004, 2005 e 2006)                         | 4 (2007, 2008, 2009 e 2010)                   |
| Inglaterra    | 0 | 1 (2017)                                            | 5 (2015, 2016, 2018, 2022,2023 e 2024)        |
| Países Baixos | 0 | 1 (2019)                                            | 1 (2020)                                      |